# Kikuzo Kisaka
Kikuzo Kisaka, är en japansk tidigare fotbollsspelare.